# Germà de Grandval

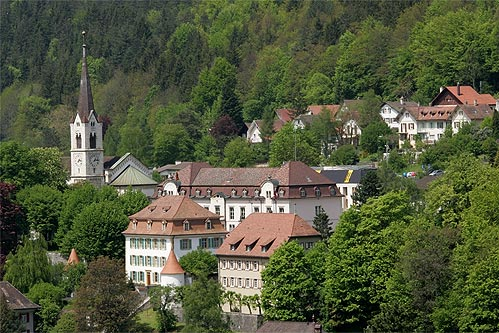
Moutier-Grandval amb la col·legiata de Saint-Germain

Germà de Rauràcia o Germà de Granfelden o de Grandval (Trèveris, ca. 612 - Prop de Moutier, Berna, 
Suïssa, 675) fou un monjo, primer abat del monestir de Moutier-Grandval, a la regió del bisbat de Basilea.

## Biografia
Germà venia d'una família senatorial de Trèveris (el seu pare era Optardus). Fou educat per Modoald, després sant, i amb el seu permís, ingressà com a monjo a Remiremont, prop de Metz, i estigué a l'abadia de Luxeuil. Cap al 640, l'abat Waldebert de Luxeuil va fundar el monestir de Grandis-Vallis (després Moutier-Grandval o, en alemany Munster-Granfelden), a la confluència entre el Birsa i el Rin, prop de Basilea, amb el suport del comte Gundoni (Gundonius).
Waldebert va nomenar primer abat Germà, que el va governar durant 35 anys fins que el comte Ètic (Aethicus), tercer successor de Gundoni, va devastar les terres del monestir, de les que es volia apoderar. Un dels soldats del comte va matar Germà amb una llança, juntament amb el prepòsit Randoald, que l'acompanyava.
La seva festa és el 21 de febrer. Es conserva el bàcul de l'abat, un dels més antics que en queden, al Musée jurassien d'art et d'histoir de Delémont.